# Sutlema
Sutlema – wieś w Estonii, prowincji Rapla, w gminie Kohila.